# Karspitzbahn 1
De Karspitzbahn 1 is een 8 persoons gondelbaan gebouwd door Doppelmayr in 2008 voor de Zillertal Arena. De kabelbaan werd geopend als tweede zogenaamde 'Zubringer' voor de Zeller Bergbahnen. Naast deze baan is er namelijk nog een gondelbaan, die in 1995 geopend is. Dat is de Rosenalmbahn I. Beide kabelbanen beginnen bij een uiteinde van de parkplaats (dus niet pal naast elkaar) maar eindigen wel op hetzelfde punt.

## 2010
In 2010 is er nog een tweede sectie bij de Karspitzbahn bij gekomen. Dit nieuwe deel heeft de oude DSB (tweepersoons stoeltjeslift) Sportbahn vervangen. 

## Prestaties
De kabelbaan gaat 6 meter per seconde, net zoals zijn broer, de Rosenalmbahn I. De kabelbaan heeft dus nu de beschikking over 49 cabines wat in totaal een capaciteit van 1976 personen zal gaan opleveren. In 2010, met 60 cabines, zal dit 2400 personen per uur worden. In de eerste jaren zal de capaciteit lager zijn omdat de oude DSB Sportbahn nog vervangen moest worden door een lift met een hogere capaciteit, de 8er gondelbaan Karspitzbahn 2